# Toshiyuki Nagi
Toshiyuki Nagi (Japão, 29 de novembro de 1971) é um árbitro de futebol japonês.
É atualmente árbitro da Japan Football Association (JFA) e da Federação Internacional de Futebol (FIFA). É árbitro assistente de Yuichi Nishimura na Copa do Mundo FIFA de 2014.